# William Henry Brewer
William Henry Brewer ( Poughkeepsie, 14 de setembro de 1828 - New Haven, 2 de novembro de 1910)  foi um químico, geólogo e botânico norte-americano.